# Епархия Абенгуру
Епархия Абенгуру (лат. Dioecesis Abenguruensis) — епархия Римско-Католической церкви с центром в городе Абенгуру, Кот-д’Ивуар. Епархия Абенгуру входит в митрополию Буаке. Кафедральным собором епархии Абенгуру является церковь святой Терезы Младенца Иисуса.

## История
13 сентября 1963 года Римский папа Павел VI выпустил буллу «Sacrum Consilium», которой учредил епархию Абенгуру, выделив её из епархии Буаке (сегодня — Архиепархия Буаке). В этот же день епархия Абенгуру вошла в митрополию Абиджана.
3 июля 1987 года епархия Абенгуру передала часть своей территории для возведения новой епархии Бондуку.
9 декабря 1997 года епархия Абенгуру вошла в митрополию Буаке.

## Ординарии епархии
- епископ Eugène Abissa Kwaku (13.09.1963 — 10.08.1978);
- епископ Laurent Yapi (12.01.1979 — 17.08.1980);
- епископ Bruno Kouamé (26.03.1981 — 21.11.2003);
- епископ Jean-Jacques Koffi Oi Koffi (21.11.2003 — 3.01.2009) — назначен епископом епархии Сан-Педро-эн-Кот-д’Ивуара;
- епископ Gbaya Boniface Ziri (1.07.2009 — по настоящее время).

## Источник
- Annuario Pontificio, Libreria Editrice Vaticana, Città del Vaticano, 2003, ISBN 88-209-7422-3
- Булла Sacrum Consilium  (лат.)